# Murina hilgendorfi
Murina hilgendorfi is een zoogdier uit de familie van de gladneuzen (Vespertilionidae). De wetenschappelijke naam van de soort werd voor het eerst geldig gepubliceerd door Peters in 1880.

## Voorkomen
De soort komt voor in China, Japan, Noord-Korea, Zuid-Korea, Mongolië en Rusland.